# Господар прстенова: Две куле
Господар прстенова: Две куле (енгл. The Lord of the Rings: The Two Towers) је други наставак фантастичне филмске трилогије редитеља Питера Џексона из 2002. године, базиране на другом делу Џ. Р. Р. Толкиновог Господара прстенова. У главним улогама су Елајџа Вуд, Ијан Макелен, Лив Тајлер, Виго Мортенсен, Шон Астин, Кејт Бланчет, Џон Рис-Дејвис, Бернард Хил, Кристофер Ли, Били Бојд, Доминик Монахан, Орландо Блум, Хјуго Вивинг, Миранда Ото, Дејвид Венам, Бред Дуриф, Карл Ербан и Енди Серкис. Ово је наставак филма Господар прстенова: Дружина прстена (2001), а прати га Господар прстенова: Повратак краља (2003).
Настављајући се на радњу Дружине прстена, филм прати три приче. Фродо и Сем настављају свој пут према Мордору како би уништили Јединствени прстен, а на путу им се придружује Голум, претходни власник прстена. Арагорн, Леголас и Гимли долазе у, ратом разорену, земљу Рохан, где сусрећу васкрслог Гандалфа, након чега учествују у Бици за Хелмов понор. Весели и Пипин након бекства сусрећу Ента Дрвобрадог, који им помаже у припреми напада на Изенгард.
Две куле је финансирао и дистрибуирао амерички студио New Line Cinema, али је у потпуности снимљен и монтиран у Џексоновом родном Новом Зеланду, као и друга два дела трилогије. Премијерно је приказан 5. децембра 2002. године у Њујорку, у америчке биоскопе је пуштен 18. децембра, а у новозеландске биоскопе 19. децембра исте године. Филм је добио позитивне критике и од критичара и од обожаваоца. Зарадио је 926 милиона долара широм света, што га је учинило најуспешнијим филмом из 2002. године, а у време изласка био је четврти филм са највећом зарадом икада.
Две куле се сматра једним од најбољих и најутицајнијих фантастичних филмова свих времена. Филм је добио бројне награде; на 75. додели Оскара, номинован је за шест награда, укључујући оне за најбољи филм, најбољу сценографију, најбољу монтажу и најбољи микс звука, а освојио је два: за најбољу монтажу звука и најбоље визуелне ефекте.

## Радња
Филм истоимено прати неколико прича. У првој причи, Фродо и Сем покушавају да, уз помоћ Голума, уђу у Мордор и да униште Јединствени прстен. У другој причи, пратимо Веселог и Пипина на путу кроз шуму Фангорн, где срећу људе-дрвеће, који им на крају помажу да освоје Изенгард. У трећој причи, Арагорн, Леголас, Гимли и Гандалф покушавају да одбране земљу Рохан од најезде Орка.

### На путу за Мордор
Фродо и Сем покушавају да стигну у Мордор, како би у понору Дум-планине уништили Јединствени Прстен. Фродо осећа да их неко прати, тако да они постављају заседу. У њу упада Голум, који их је пратио од почетка њиховог путовања, покушавајући да им отме Прстен. Голум је постао роб Прстена и зове га „Мој прекрасни“. Фродо и Сем откривају да Голум зна пут до Мордора, па му постављају мито: они ће бити фини према њему и поштедеће му живот, ако он њих одведе до капија Мордора.
Сем примећује да Прстен све више узима Фрода под своје. Фродо више не може да се контролише. Не скида ока с Прстена, често га мази и пази као да је то нешто добро. Сем се неколико пута нуди да он мало носи Прстен, како би олакшао Фроду терет, али Фродо то схвата погрешно. Он мисли да Сем жели да узме Прстен за себе. Голум све више потпирује њихове размирице, јер он жели Прстен за себе. Фрода је придобио, али је Сем и даље неповерљив. Зато Голум тражи најбољи начин да га уклони.
Голум испуњава своје обећање. Доводи Фрода и Сема до капија Мордора, али због јаке страже, не успевају да уђу. Голум им открива да постоји дужи, али безбеднији, пут кроз пећине. Фродо одлучује да иду тим путем, али их у шуми заробљавају Фарамир, млади капетан Гондора, и његова чета. Фарамир хвата и Голума, кога мучи, све док му овај не открије шта Фродо носи. Фарамир, који је цео живот провео у сенци савршеног старијег брата Боромира, жели да се истакне и однесе оцу Прстен у Гондор.
На путу за Гондор, Фродо и Сем покушавају да натерају Фарамира да их пусти, јер је њихова мисија од пресудног значаја. Ипак, Фарамир их води у Бели град, где их нападају Сауронови Назгули. Фродо замало даје врховном Назгулу Прстен, али га Сем спречава. Фарамира то убеди да их пусти, а њих двојица, уз помоћ Голума, настављају пут ка Мордору.

### Кроз шуму Фангорн до Изенгарда
Весели и Пипин, које су заробили Орци, успевају да им побегну. Бежећи, улазе у шуму Фангорн. Али, нису знали да у тој шуми живе Енти, људи-дрвеће. Један од њих, Дрвобради, узима Пипина и Веселог (јер је натприродно већи од њих), мислећи да су Орци. Они покушавају да му кажу да су Хобити, али он им не верује. Зато их води ког Белог чаробњака, да он утврди ко су. Они мисле да их води код Сарумана, али их дочекује изненађење.
По наредби Белог чаробњака, Дрвобради води Пипина и Веселог у Округ, кроз шуму. На путу, Дрвобради им прича о животу Ента, а онда им каже да ће их прво одвести на састанак Ента, где ће одлучити да ли ће се прикључити рату за Средњи свет. На састанку, Енти одлучују да се не прикључе рату. Весели изражава свој протест, али га Енти не слушају.
Дрвобради наставља да носи Веселог и Пипина у Округ, али га Пипин убеди да иду другим путем. На том путу, Дрвобради види уништено дрвеће, а да је то дело Орка и Сарумана. Он позива остале Енте, који мењају своје мишљење.
Заједно са Пипином и Веселим, Енти нападају Изенград. Ту убијају Орке и ослобађају реку. Опсада успева, и они заробљавају Сарумана у кули Изенгарда.

### Борба за Рохан
У потрази за Веселим и Пипином, Арагорн, Леголас и Гимли срећу Гандалфа, који више није Гандалф Сиви, већ Гандалф Бели. Њих четворица одлазе у краљевство Рохан, на чијем челу се налази краљ Теоден. Теоденов ум је запосет, а запосео га је Саруман. Гандалф ослобађа Теодена од Саруманове моћи, а онда покушава да наговори Теодена да се супротстави Сарумановим и Сауроновим трупама. Теоден сматра да ће то одвести његов народ у пропаст, па их води у Хелмов понор, тврђаву која је годинама штитила његов народ.
У Рохану, Арагорн упознаје принцезу Јовајну, која се заљубљује у њега. Јовајна је права ратница и не даје се лако мушкарцима. Али, Арагорн не заборавља Аруену, па не пада под Јовајнине чари.
На путу за Хелмов понор, путнике нападају Варге, које јашу Орци. После жестоке битке, Арагорн је нестао, и сви су у уверењу да је мртав. Леголас налази Ауренину огрлицу, коју је Арагорн увек носио са собом, па и он и Гимли некако поверују у Арагорнову смрт. Међутим, Арагорн се само онесвестио, и он брзо стиже у Хелмов понор. Гандалф их напушта, рекавши да ће доћи за четири дана. За то време, Гандалф вредно сакупља војску.
Битка треба да почне, али Рохан једноставно нема довољно бораца. Стиже један одред Виловњака, Леголасове браће. Орци стижу: више их је од десет хиљада, много више од бораца на страни Добра. Током битке, гину многи људи, а и сам краљ Теоден се више пута нашао у смртној опасности. Ипак, четвртог дана, Гандалф доводи огромну војску, тако да Добро побеђује Зло. Након што су заштитили Рохан, Арагорн, Леоголас, Гимли, Теоден и рохански борци, предвођени Гандалфом, крећу у Изенгард, како би се спремили за завршну битку.

## Улоге
| Улога            | Глумац          |
| ---------------- | --------------- |
| Фродо Багинс     | Елајџа Вуд      |
| Гандалф          | Ијан Макелен    |
| Арагорн          | Виго Мортенсен  |
| Сем Гемџи        | Шон Астин       |
| Галадријела      | Кејт Бланчет    |
| принцеза Аруена  | Лив Тајлер      |
| Леголас          | Орландо Блум    |
| Гимли            | Џон Рис-Дејвис  |
| Весели Брендибак | Доминик Монахан‎ |
| Пипин Тук        | Били Бојд       |
| Голум            | Енди Серкис     |
| Теоден           | Бернард Хил     |
| Саруман          | Кристофер Ли    |
| принцеза Јовајна | Миранда Ото     |
| Јомер            | Карл Ербан      |
| Елронд           | Хјуго Вивинг    |
| Халдир           | Крејг Паркер    |
| Гамелин          | Брус Хопкинс    |
| Фарамир          | Дејвид Венам‎    |
| Мадрил           | Џон Бах‎         |
| Грима Црвјезик   | Бред Дуриф      |

## Поређење са књигом
Две куле је познат као најтежи филм Господара прстенова, будући да не постоји одређен почетак ни крај на којима би сценарио требало да се фокусира. Без обзира на то, сценаристи су чврсто одлучили да учине Битку за Хелмов понор врхунцем филма, а ова одлука је утицала на угођај и стил целе приче.
Највећа разлика у односу на књигу је структура филма. Толкинове Две куле су подељене у два дела, један који прати рат у Рохану и један који прати Фрода. Филм испушта почетак књиге, Боромирову смрт, што је искоришћено за линеарни врхунац на крају 'Дружине прстена. Исто тако, филм доживљава врхунац Битком за Хелмов понор, док је прича о Дружини која одлази у Изенгард и Фродов обрачун са Шелобом остављен за филм Повратак краља.
Још једна приметна промена у радњи је та да је Теоден дословно опседнут Саруманом, док се у књизи једноставно налази у депресији, док га заварава Црвјезик. Теоден је ипак несигуран што треба да учини и одлази на Хелмов понор. У књизи одлази у рат, где завршава опкољен кад је одлучио да помогне Еркенбранду. Еркенбранд не постоји у филмовима: његов лик је сједињен са Јомером, док као генерал Рохирима долази са Гандалфом на крају филма. Сам Јомер је у књизи присутан током целе битке.
На путу до Хелмовог понора, избеглице из Едораса нападају варге. Сцена је вероватно инспирисана једном сценом из књиге која је изрезана из Дружине прстена, где се Дружина бори са њима. Овде је створена нова подрадња где Арагорн пада са литице, па се претпоставља да је мртав. Џексон је додао ову сцену, како би се створила напетост. Та сцена је усклађена и са причом о Аруеном, кад одлучује да напусти Средњу земљу, након што је изгубила наду у могућност дуготрајне љубави. Аруена у књизи нема такву улогу.
Велике промене су унапред испланиране. Требало је да Аруена и Елронд посете Галадријелу, а требало је да се Аруена придружи војсци Вилењака у Хелмовом понору, како би се борила уз Арагорна. Током снимања, сценарио се мењао, будући да су сценаристи смислили неке боље идеје како би приказали романсу. Створена је нова сцена са Аруеном која одлази на Запад, док је сцена разговора која је остала монтирана као телепатија. Без обзира на то, остала је једна велика промена која се није могла уклонити: ратници Вилењаци који се боре код Хелмовог понора. Међутим, Џексон је сматрао да је промена у којој се Вилењаци враћају како би се борили за будућност Средње земље романтична и узбудљива.
Друга промена је била чињеница да Дрвобради не одлучује да одмах уђе у рат. То додаје мало напетости и чини Веселог и Пипина нечим важнијим од обичног пртљага. Тада Хобити показују Дрвобрадом шта је Саруман урадио са шумом, изазивајући његов гнев. Још једна структурална промена је да се Хобити сусрећу са Гандалфом раније, што вероватно објашњава зашто се Хобити не изненађују на његов повратак након уништења Изенгарда. У књизи Гандалф стиже у Изенгард у окриљу ноћи како би разговарао са Дрвобрадим.
Одлука продуцената да оставе Шелобу за трећи филм значила је да ће Фарамир постати препрека за Фрода и Сема. У књизи, Фарамир (као и Арагорн) брзо препознаје Прстен као опасност и искушење и не оклева у пуштању Фрода и Сама. У филму, Фарамир прво одлучује да ће Прстен однети у Гондор свом оцу, као начин да се докаже у односу на свог старијег брата, Боромира. У филму, Фарамир одводи Фрода, Сема и Прстен у Битку код Озгилијата, путем којим не иду у књизи. Након што је видео како Прстен снажно утиче на Фрода током напада орка, Фарамир се предомишља и пушта их.
Коначно, промењен је и сам назив, Две куле. Док је Толкин разматрао неколико нацрта кула, на крају је створио коначну илустрацију која се нашла на насловници. Осим тога, на крају Дружине прстена их је назвао Минас Моргул и Ортанк. Џексонов филм, који не укључује Минас Моргул, их назива Ортанк и Барад-дур, симболе савеза зла који намерава да уништи Људе.

## Награде
Две куле добио је две награде Оскар, затим неколико награда Америчког института филма, Британске филмске академије, једну награду Емпајер, једну Хуго награду, неколико награда Сатурн и једну МТВ филмску награду.